# 神戸商業大学 (旧制)
| 神戸商業大学 （神戸商大） | 神戸商業大学 （神戸商大） |
| ------------------------- | ------------------------- |
| 創立                      | 1929年                    |
| 所在地                    | 神戸市                    |
| 初代学長                  | 田崎慎治                  |
| 廃止                      | 1962年                    |
| 後身校                    | 神戸大学                  |
| 同窓会                    | 凌霜会                    |

旧制神戸商業大学（きゅうせいこうべしょうぎょうだいがく）は、1929年（昭和4年）に設立された旧制官立大学。略称は「神戸商大」。国立神戸大学の前身校である。なお、新制公立大学である兵庫県立神戸商科大学（略称は神戸商大。現兵庫県立大学）とは官立神戸高等商業学校（神戸高商）を引き継ぐ目的で設立された点で、歴史的に関係がある大学である。
この記事では、前身の官立神戸高等商業学校（神戸高商）を含め記述する。

## 概要

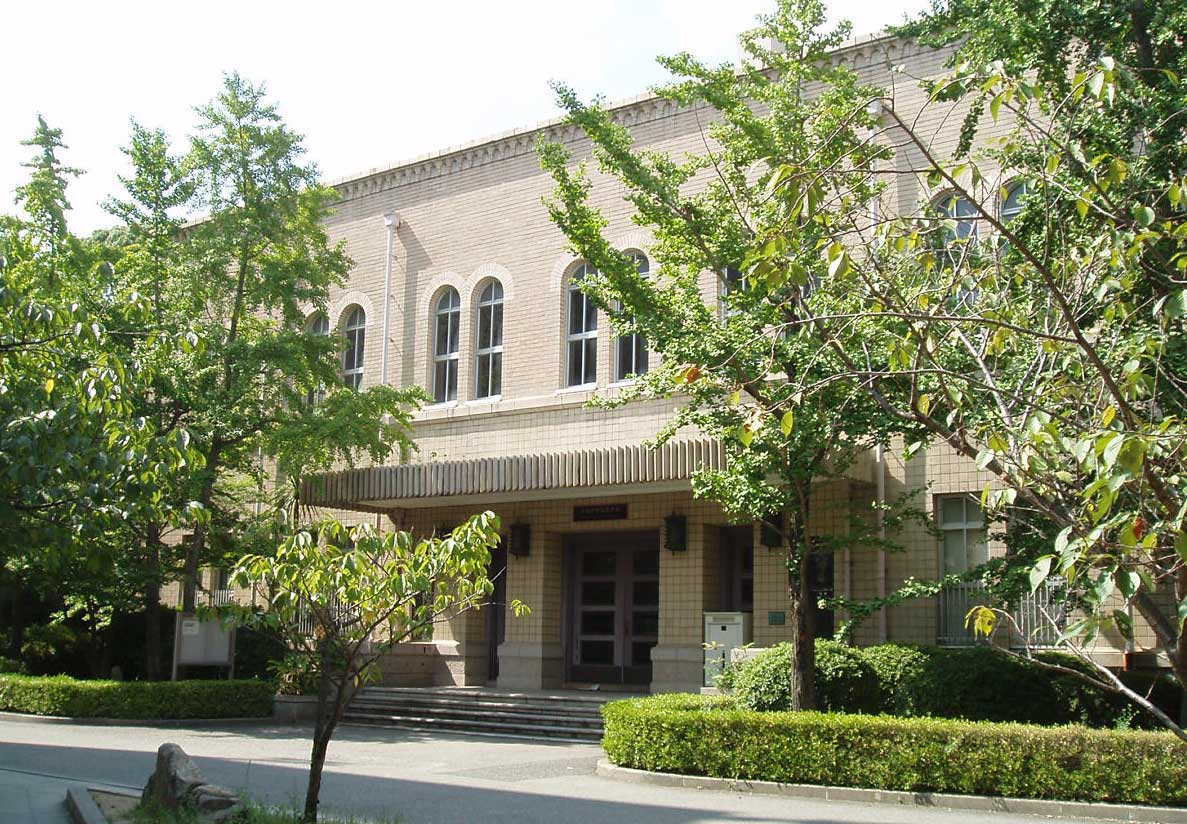
神戸大学社会科学系図書館（旧神戸商業大学附属図書館）

- 東京商科大学に続く第2の官立商科大学（商業大学）として設立された。商学部のほか予科を設置した（1940年現在）。
- 神戸商大設立の母体となった神戸高等商業学校もまた、東京高商（東京商大の前身）に続く第2官立高商（旧制専門学校）として設立されている。兵庫県内では初の高等教育機関であり、学理・実務両方の重視を標榜、商業学校（新制の商業高等学校に相当する）からの入学を認めるなど独自の入試制度・教育課程を整備し先行する東京高商との差別化が図られた。
- 1929年の神戸商大設立の際に、神戸高商時代に入学した生徒は、同年に設置された神戸商大附属商学専門部（高商と同等）に移ったが、附属商学専門部は3年後の1932年に廃止された[1]。「神戸の高商」の役割は、1929年に新設された兵庫県立神戸高等商業学校（新制神戸商科大学の前身）が担うことになった。
- 第二次世界大戦中、神戸経済大学（神戸経大）と改称した。神戸経大では当時よりビジネス分野における専攻外の知識の習得、すなわち経済学科の学生に対し法律学（民法・商法・会社法）及び会計学を必修科目として履修させ、同様に経営学科の学生にも法律学（前述）及び経済学の履修をさせていた点が特徴的である[2]。また外国語教育については、眼下に当時のアジア最大の貿易港を擁していたという地の利を活かし、英語に加え、ドイツ語、フランス語、中国語、ロシア語、スペイン語の履修が可能であった[3]。
- 神戸商大（官立神戸高商、神戸経大を含む）は、新制の神戸大学法学部・神戸大学経済学部・神戸大学経営学部・神戸大学経済経営研究所の前身である[1][4]。神戸商大の卒業生により社団法人「凌霜会」が結成されており、神大法・経・経営学部並びに大学院、大学院国際協力研究科の出身者と共通の同窓会となっている。

## 沿革

### 神戸高商時代

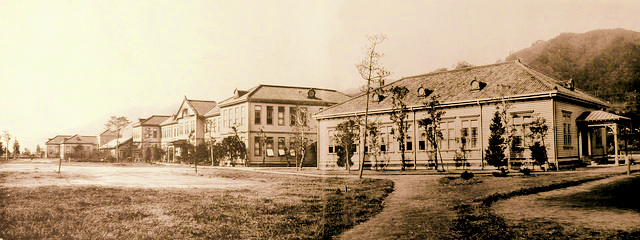
神戸高等商業学校（1910年頃）

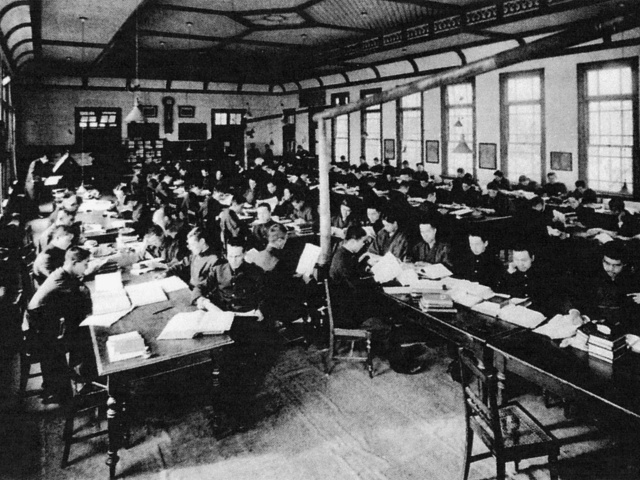
図書閲覧室（1915年頃）

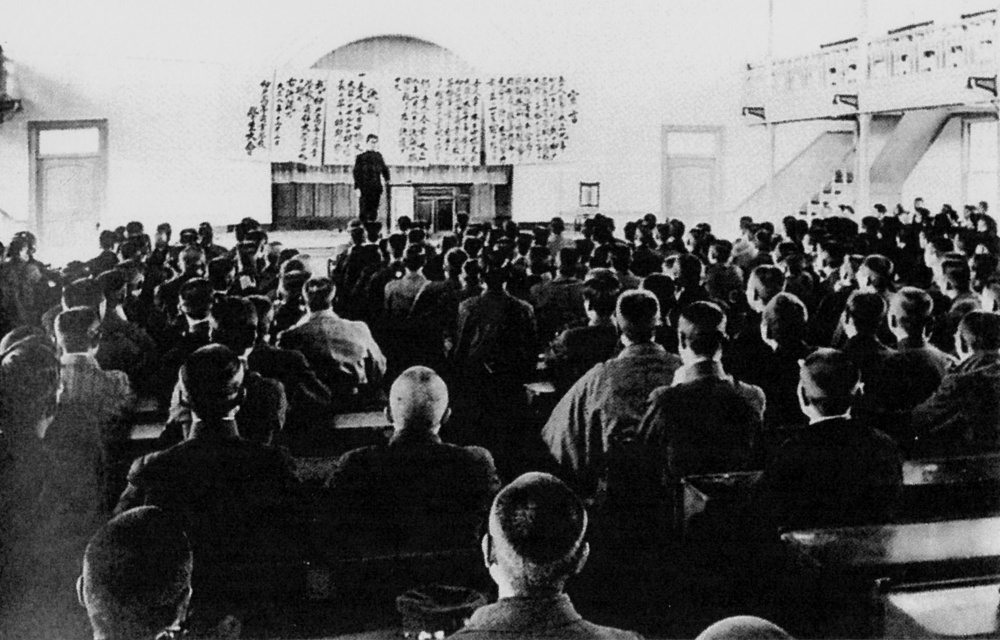
神戸高商の大学昇格を訴える学生大会（1921年2月8日）

- 1902年3月：勅令第98号により神戸高等商業学校設立。
  - 修業年限は4年（予科1年・本科3年）。東京高商と神戸高商のみが修業年数4年となっており、その他の各地の高商の修業年限は本科のみの3年であった。東京高商には、本科修了後、専攻部（2年）が置かれていたが、東京高商と神戸高商の卒業生のみ進学ができ[5]、修了者には商業学士が授与された。予科～専攻部の修業年限6年が高等学校から帝国大学卒業までの年限と同等と認められたためである。
- 1903年5月15日：神戸の東郊、筒井が丘籠池の高台（後の旧制神戸市立神戸中学校、現神戸市立葺合高等学校校地）にて授業開始。この日が現・神戸大学の創立記念日となっている。
  - 10月25日：開校式[6]
- 1906年6月：『国民経済雑誌』創刊。
  - 日本最初の経済学・商業学専門の学術雑誌。現在も刊行が引き継がれている。
- 1914年8月：調査課を設置。
- 1919年10月：調査課を廃止し商業研究所を設置。
- 1921年6月：財団兼松記念会の寄附により建設された兼松記念館が開館。
  - 現在、神大経済経営研究所として使用されている兼松記念館は六甲台校地への移転後に新築（1934年）された2代目である。
- 1923年3月：第46回帝国議会で神戸高商の大学昇格が決定。
  - 東京高商が1920年東京商科大学に昇格した時、東京高商卒業生と神戸高商卒業生が進学を許されていた、東京高商専攻部が廃止されることとなった。このことが、神戸高商の商大昇格を大きく後押しした。
- 1923年9月：関東大震災により昇格事業は2年延期[7]。
- 1924年：同窓会として凌霜会結成。
- 1925年7月：『国民経済雑誌』が神戸高商の機関誌となる。
- 1926年：付属図書館が住田正一の寄贈した海事関連図書「住田文庫」を受け入れる。

### 神戸商大時代

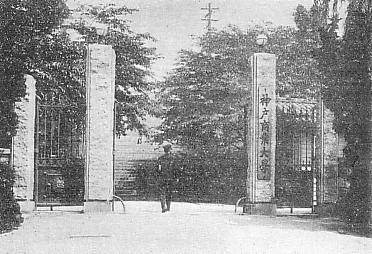
旧制神戸商業大学（1930年頃）

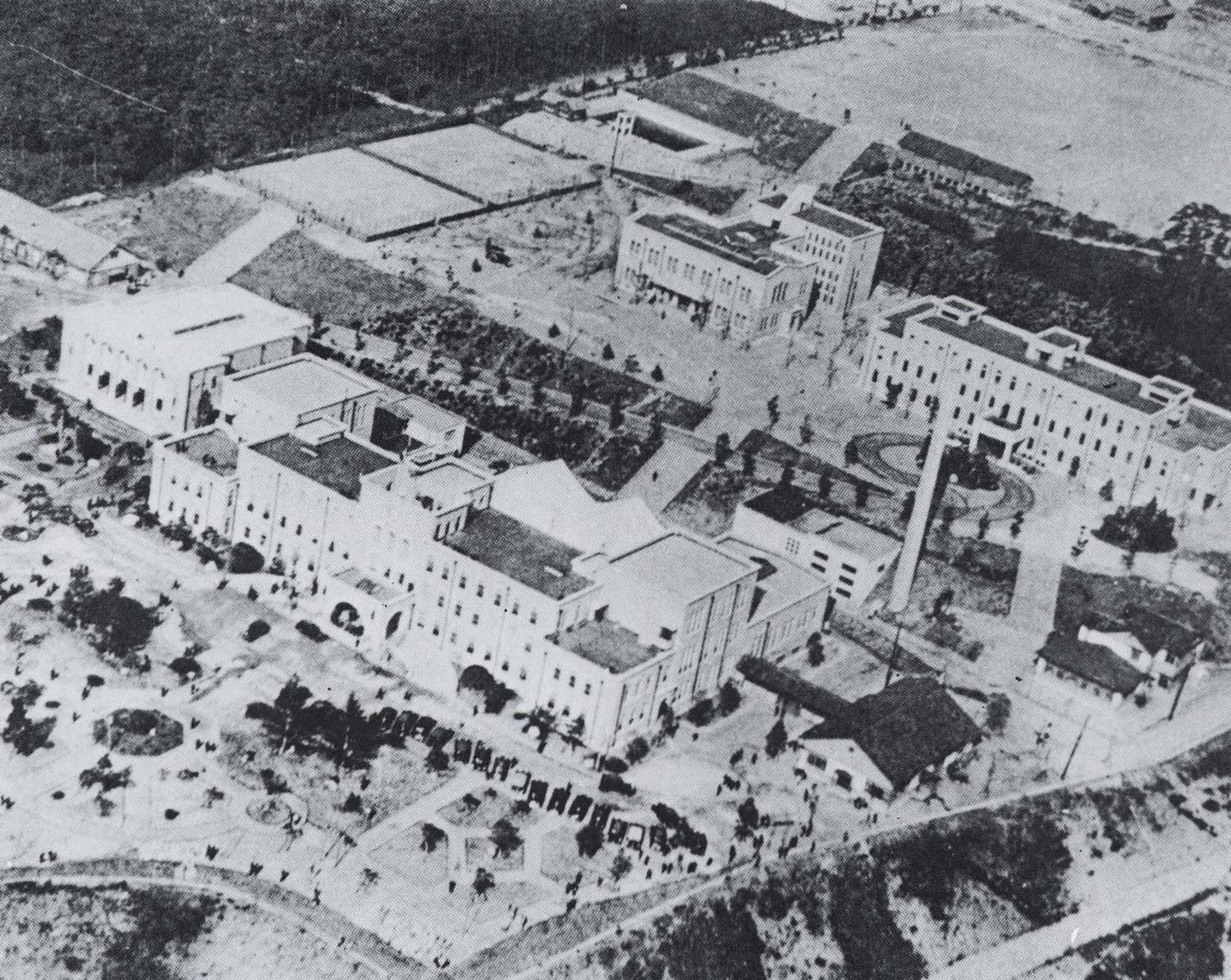
旧制神戸商業大学の全景（1935年）

- 1929年4月：神戸高商を母体に神戸商業大学が設立。修業年限3年。
  - 同時に神戸高商の在学生を収容するために附属商学専門部を設置した。
- 1931年9月：関西六校野球連盟結成[8]。
- 1932年4月：附属商学専門部を廃止（神戸高商の廃止）。
- 1934年：灘区の六甲台校地へ移転。
- 1940年5月：予科を設置。修業年限3年。
- 1941年5月：経営計算研究室を設置。
- 1943年10月：学生の徴兵猶予が停止。
- 1943年11月：出陣学徒壮行会（神戸市主催）に参加[9]。
- 1944年4月：計算計録講習所を設置。商業研究所を大東亜研究所と改称。
- 1944年8月：経営計算研究所を拡充し経営機械化研究所を設置。

### 神戸経大時代
- 1944年10月：神戸商大を神戸経済大学と改称、経済学科と経営学科を設置[10]。
- 1945年6月：空襲により御影の経大予科に大きな被害。
- 1945年10月：大東亜研究所を経済研究所に改称。
- 1946年8月：附属経営学専門部を設置（修業年限は本科3年・専攻科1年）。
- 1947年3月：経営計録講習所を廃止。
- 1947年6月：夜間部として第二学部を設置（修業年限3年）。
  - 官立大学では最初の夜間学部である。
- 1949年5月：国立学校設置法公布により新制神戸大学が設立され神戸経大は包括。
  - 同時に経済研究所・経営機械化研究所は統合され経済経営研究所を設置。
  - 第二学部を母体に経済・経営学部第二課程を設置（1994年：夜間主コースに改編）。
- 1950年3月：経大予科を廃止。
- 1951年3月：附属経営学専門部を廃止。
- 1953年3月：第二学部を廃止。
- 1962年3月：神戸経大閉校。

## 歴代学長
神戸高商校長

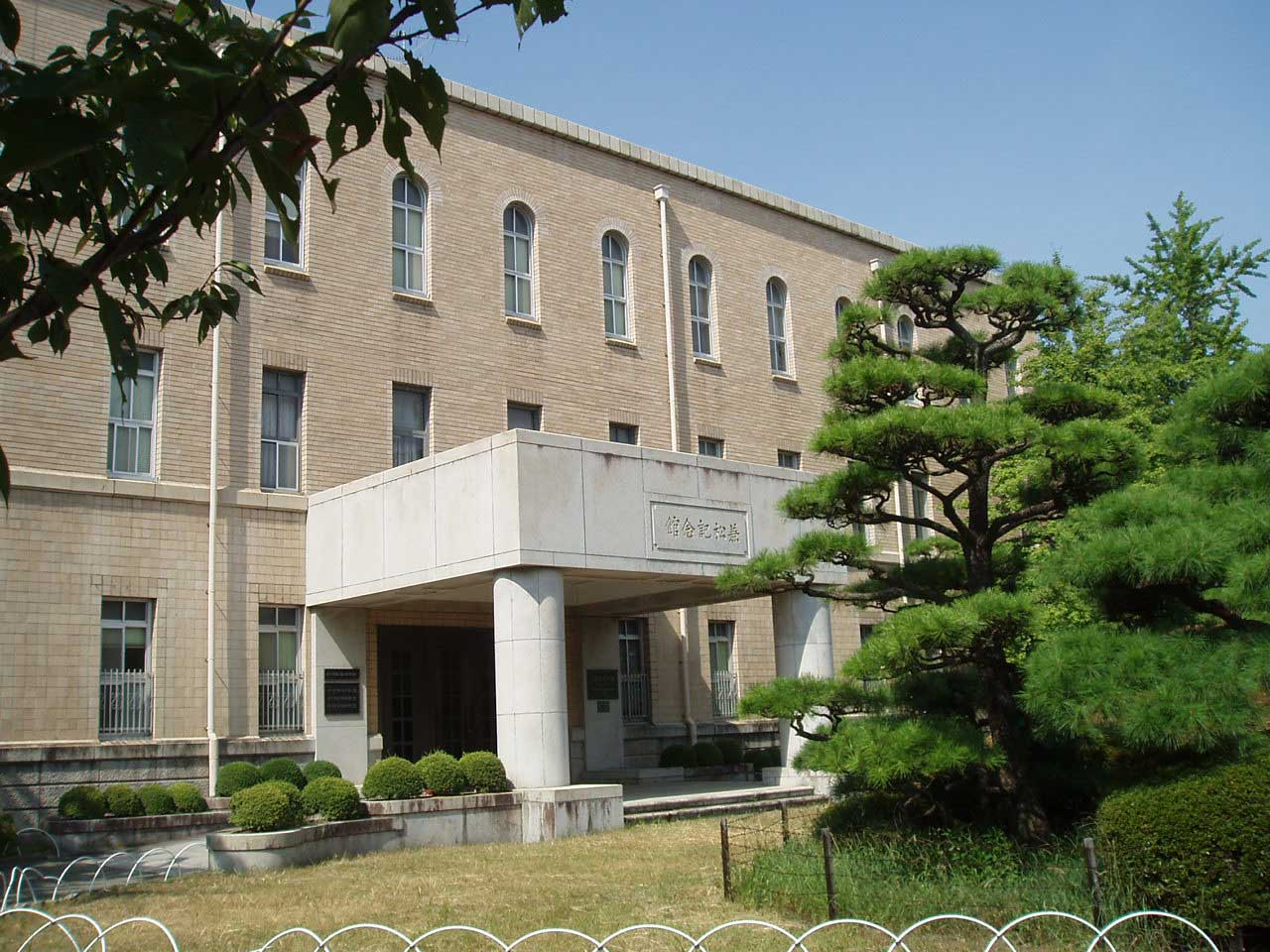
神戸大学経済経営研究所（旧神戸商業大学兼松記念館）

- 初代：水島銕也（1903年1月9日 - 1907年5月15日、復職1908年2月25日 - ）
  - 事務取扱：東奭五郎（1907年5月15日 - 1908年2月25日）
- 第2代：田崎慎治（1925年7月 - 1929年3月）

神戸商大学長
- 初代：田崎慎治（1929年4月 - 1942年1月）
- 第2代：丸谷喜市（1942年1月 - 1944年9月）

神戸経大学長
- 初代：丸谷喜市（1944年10月 - 1946年3月）
- 第2代：花戸龍蔵（1946年3月 - 1948年5月）
- 第3代：田中保太郎（1948年5月 - ）

## 校地の変遷と継承

### 高商・大学本科の校地
1902年の神戸高商設立時、校地は神戸市葺合町筒井村（現中央区野崎通）に置かれ（葺合校地）、学生からは「筒台」（とうだい）と呼ばれ親しまれた。跡地は現在、神戸市立上筒井小学校、神戸市立筒井台中学校、神戸市立葺合高等学校、神戸海星女子学院の校地となっている。
神戸商大への昇格にあたり校地の移転が計画され、1935年10月に同市灘区高羽嘉太夫新田（現同区六甲台町・六甲台校地）への移転が完了、新学舎竣工式が挙行された。戦災を免れた六甲台校地は、戦後1946年7月になってGHQにより一部の学舎が接収されるなどしたが、新制神戸大学への移行にあたり本部が設置、法・経・経営3学部の校地として継承され、現在に至っている。旧制神戸商大時代の建造物としては、本館（現在の神戸大学六甲台本館 / 記事冒頭の画像参照）・附属図書館・兼松記念館（2代目）・講堂が現存し、現役で使用されるとともに国の登録有形文化財に登録されている（画像参照）。

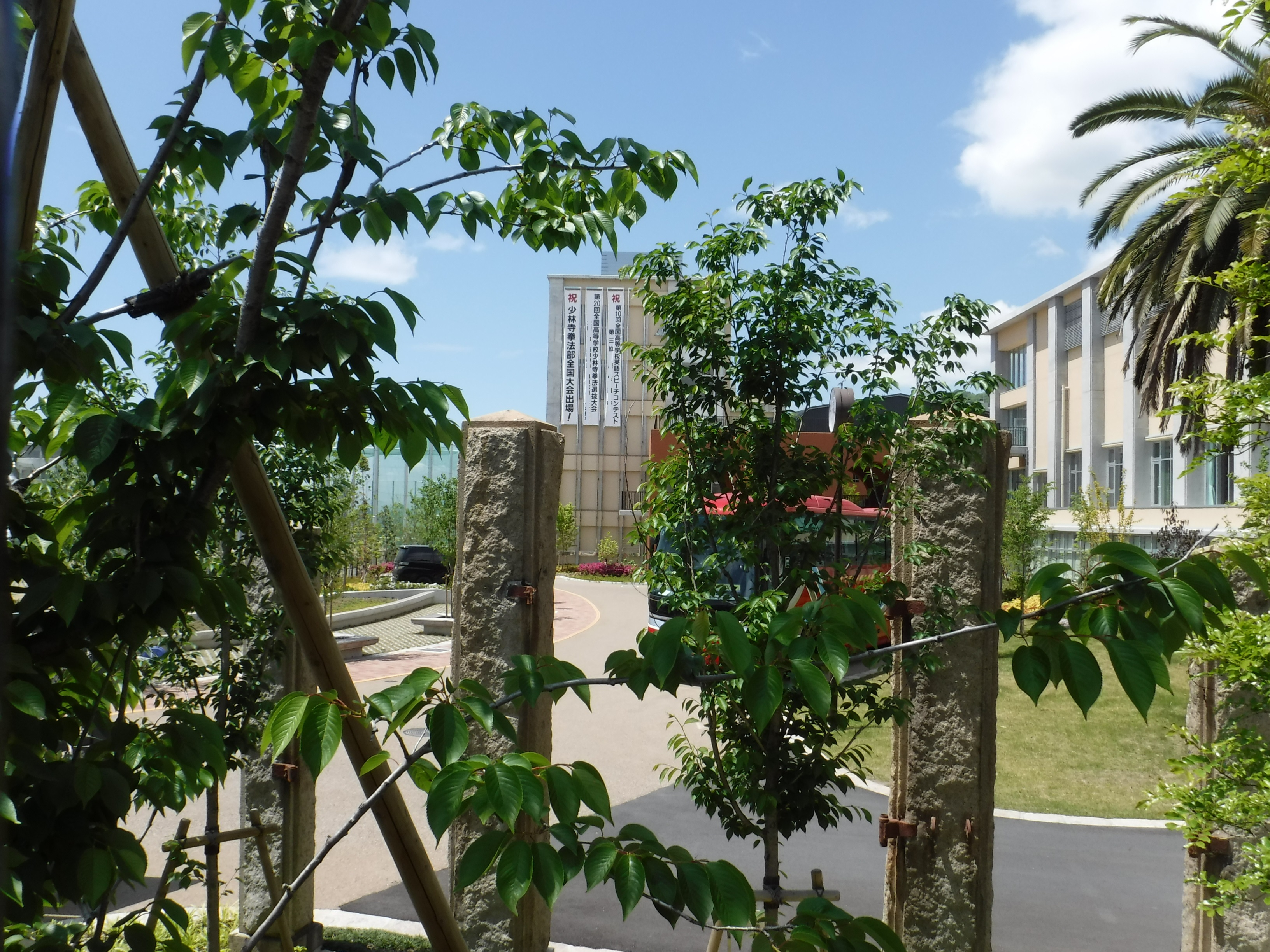
葺合高校南門モニュメント（裏側）

葺合校地の旧・兼松記念館は葺合高校の前身である旧制神戸市立中学校の本館として使用されていたが、戦災により大破。その後損傷の激しい2階部分を除去して1階建に改築され、戦後も長く使用されていた。

### 予科の校地
商大（のち経大）予科は、旧御影師範学校（兵庫県師範学校、後の兵庫師範学校）の校舎を仮校舎として使用していたが、1945年6月5日の空襲により仮校舎のほか寄宿舎（学部国維寮、予科思誠寮）、弓道場が全焼した。焼失後は予科の廃止まで学部校舎（六甲台）を使用した。 御影校舎の跡地は1963年まで新制神戸大学の御影分校として使われた後、2004年3月まで神戸市立御影工業高等学校が使用した。御影の跡地は現在、再開発事業により複合商業施設御影クラッセとなっている。

## 関連書籍
- 神戸高等商業学校学友会 『筒台廿五年史：神戸高等商業学校開校廿五周年記念』 1928年
- 週刊朝日（編） 『青春風土記　旧制高校物語』第1巻、朝日新聞社、1978年
  - 中野雅就「神戸高等商業学校」を収録。
- 秦郁彦 『日本官僚制総合事典 1868 - 2000』 東京大学出版会、2001年
  - 「主要官僚の任免変遷」中「国公立学校」参照。
- 神戸大学百年史編纂委員会 『神戸大学百年史』 通史Ⅰ 前身校史、2002年
- 凌霜会 『凌霜百年』 2002年